# Daniel Asenov
Daniel Asenov –en búlgaro, Даниел Асенов– (Kukorevo, 17 de mayo de 1997) es un deportista búlgaro que compite en boxeo.
En los Juegos Europeos de Minsk 2019 obtuvo una medalla de plata en el peso mosca. Ganó tres medallas en el Campeonato Europeo de Boxeo Aficionado entre los años 2015 y 2022.

## Palmarés internacional
| Juegos Europeos    | Juegos Europeos     | Juegos Europeos   | Juegos Europeos |
| Año                | Lugar               | Medalla           | Categoría       |
| ------------------ | ------------------- | ----------------- | --------------- |
| 2019               | Minsk (Bielorrusia) | Medalla de plata  | 52 kg           |
| Campeonato Europeo |                     |                   |                 |
| Año                | Lugar               | Medalla           | Categoría       |
| 2015               | Samokov (Bulgaria)  | Medalla de oro    | 52 kg           |
| 2017               | Járkov (Ucrania)    | Medalla de oro    | 52 kg           |
| 2022               | Ereván (Armenia)    | Medalla de bronce | 54 kg           |